# Vladimir Barskij
Vladimir Barskij, född 1889, död 24 januari 1936, var en sovjetisk skådespelare, regissör och manusförfattare som medverkade i bland annat Pansarkryssaren Potemkin.

## Filmografi (filmer som haft svensk premiär)
- 1925 - Pansarkryssaren Potemkin - kapten Golikov, befälhavare